# COROT (Weltraumteleskop)
COROT (Akronym von französisch „COnvection, ROtation et Transits planétaires“ oder englisch „COnvection, ROtation and planetary Transits“; zu deutsch „Konvektion, Rotation und Transits von Exoplaneten“) war ein von der französischen Raumfahrtbehörde CNES betriebenes Weltraumteleskop. Es verfolgte Helligkeitsveränderungen einer Vielzahl von Sternen, um daraus Informationen über deren innere physikalische Eigenschaften abzuleiten, und suchte Exoplaneten mit der Transitmethode. Raketenstart war am 27. Dezember 2006. Ein Computerdefekt am 2. November 2012 setzte den Beobachtungen von Corot ein Ende; vorgesehen war eine Verlängerung der Mission bis 2013. Am 20. Juni 2013 wurde die Mission offiziell für beendet erklärt, am 17. Juni 2014 wurde der Satellit abgeschaltet.

## Missionsziele

### Asteroseismologie
Nach der Methode der Asteroseismologie soll aus regelmäßigen Helligkeitsschwankungen der Sterne ihre innere Struktur erschlossen werden. Für die Untersuchungen wurden im Wesentlichen Sterne der Hauptreihe (Spektralklassen F und G, Delta-Scuti-Sterne) mit einer scheinbaren Helligkeit von höher als 9 mag und geringer als 6,5 mag ausgesucht. Eine Beobachtungsperiode im sogenannten Hauptprogramm dauerte 150 Tage. Während dieser Zeit beobachtete Corot jeweils 10 Sterne. Durch eine hochpräzise Messung der Helligkeitsschwankungen (0,1 bis 10 Hz) wurden folgende Parameter bestimmt:
- Radius des thermonuklear aktiven Kerns
- Heliumanteil
- Dicke der äußeren Konvektionsschichten
- Profil der Winkelgeschwindigkeit vom Mittelpunkt bis zur Oberfläche sowie der assoziierten Drehmomente.

Neben den 150-tägigen Abschnitten des Hauptprogramms der Beobachtung hatte Corot ein „exploratives“ Programm. Das explorative Programm untersuchte eine Vielzahl unterschiedlicher Sterne der Spektralklassen B bis K. Dafür wurden Perioden von etwa 20 Tagen zwischen die Beobachtungsperioden des Hauptprogramms eingeschoben. Die Messfrequenz wurde auf 0,6 Hz gesenkt. Dies erlaubte die Gewinnung statistischer Informationen über das Verhältnis der Schwingungstypen in Abhängigkeit von Masse, Alter, Winkelgeschwindigkeit, und Metallizität der untersuchten Sterne. 50 bis 100 Objekte sollten untersucht werden.

### Exoplanetensuche
Durch Überwachung sehr vieler Sterne sollte nach Exoplaneten gesucht werden, die beim Transit vor ihrem Mutterstern zu einem kurzfristigen Helligkeitsabfall führen (Transitmethode). Gleichzeitig wurden 12.000 Sterne überwacht (insgesamt bis 180.000). Die untersuchten Sterne hatten eine scheinbare Helligkeit von 12 mag bis hinunter zu 15,5 mag. Es handelte sich in der Regel um Sterne der Spektralklassen K und M. Neben der Entdeckung von „hunderten“ Planeten von Jupitergröße erwarteten die wissenschaftlichen Planungsdokumente der Mission, dass 10 bis 40 Planeten in Erdgröße in anderen Sonnensystemen entdeckt werden.
Schließlich war die Suche nach Exoplaneten weit weniger erfolgreich als geplant, siehe Entdeckungen und wissenschaftliche Ergebnisse.

## Verlauf
COROT ist ein 170-Millionen-Euro-Projekt der französischen Raumfahrtbehörde CNES in Zusammenarbeit mit der ESA unter Beteiligung von Österreich, Belgien, Deutschland, Spanien und Brasilien. Die Planung begann 1994 und führte über verschiedene Zwischenschritte 1996 (positive Grundsatzentscheidung) und 1998 (Beschluss zur Definitionsphase) im Oktober 2000 zur endgültigen Entscheidung, Corot zu bauen. Im Juni 2001 unterzeichneten CNES und ESA ein Kooperationsabkommen. 2004 konnten bereits wichtige Einzelkomponenten wie die Kamera intensiven Tests unterzogen werden. Im Januar 2006 wurde mit dem Zusammenbau von Corot begonnen. Im September des gleichen Jahres bestand Corot die Tauglichkeitsprüfung für den Raumflug.
Der Satellit wurde am 27. Dezember 2006 um 15:23 Uhr MEZ von einer russischen Sojus-2/Fregat-Rakete vom Weltraumbahnhof Baikonur in eine polare Erdumlaufbahn gebracht. Das Teleskop ist im rechten Winkel zur Umlaufebene ausgerichtet, sodass weder Erde noch Sonne ins Blickfeld geraten. In der Nacht vom 17. zum 18. Januar 2007 wurden erste Testaufnahmen erfolgreich durchgeführt.
Ursprünglich war die Dauer des Arbeitsaufenthalts in der Erdumlaufbahn von Dezember 2006 bis Oktober 2010 geplant. Am 23. Oktober 2009 wurde von der CNES gemeinsam mit ihren nationalen (CNRS und Observatoire de Paris) und internationalen Partnern (ESA, Österreich, Deutschland, Belgien, Brasilien und Spanien) beschlossen die Mission bis 31. März 2013 zu verlängern.
Im Oktober 2012 wurde die Mission bis 2016 verlängert. Aufgrund eines technischen Problems produzierte das Teleskop ab dem 2. November 2012 keine wissenschaftlichen Daten mehr. Nachdem ein Neustart des Systems im Dezember 2012 keine Wirkung gezeigt hatte, gab es kaum noch Hoffnung, das Problem zu beheben. Im März 2013 wurde auf einer Konferenz der an COROT beteiligten Wissenschaftler bekannt gegeben, dass sich der Systemfehler inzwischen reproduzieren ließ. Auf Grund der Daten ging man davon aus, dass das Teleskop wahrscheinlich nicht beschädigt worden war. Da die Wissenschaftler die Instrumente aber nicht wieder in Betrieb nehmen konnten, wurde die Mission am 20. Juni 2013 für beendet erklärt. Der Satellit wurde im Dezember 2013 auf einen tieferen Orbit verlegt. Nachdem einige technische Experimente durchgeführt wurden, wurde der Satellit am 17. Juni 2014 abgeschaltet.

## Technik
COROT beruhte auf der französischen PROTEUS-Plattform für kleine Satelliten. Beim Start hatte er eine Masse von 630 kg. Hiervon entfielen 300 kg auf die Nutzlast. Der Durchmesser von Corot beträgt 1,98 m bei einer Länge von 4,10 m. Die Solarpaneele haben eine Spannweite von 9 m und liefern 530 W Energie.
COROT hatte ein Spiegelteleskop mit einem Hauptspiegel-Durchmesser von 27 cm an Bord. Das Teleskop erreichte ein Gesichtsfeld von 2,8° × 2,8°. Die am Teleskop angebrachte Kamera hatte vier CCDs. Zwei der CCDs wurden für die Suche nach Exoplaneten (E1 und E2) eingesetzt und zwei für die Asteroseismologie (A1 und A2). E1 und A1 bilden zusammen eine photometrische Kette, A2 und E2 die zweite.
Für die Suche nach Exoplaneten wurden Sterne überwacht, deren Scheinbare Helligkeiten zwischen 12,0 mag und 15,5 mag lag. Ihr Licht wurde mit einem Prisma in mehrere Farben zerlegt, um Bedeckungen durch Planeten besser von anderen Helligkeitsschwankungen unterscheiden zu können. Für die asteroseismologischen Studien wurde das Licht heller Sterne über einige hundert Bildelemente des CCDs defokussiert, um eine bessere Messgenauigkeit zu erreichen.
COROT untersuchte nacheinander mehrere Sternenfelder in den Sternbildern Schlange und Einhorn. Folglich finden sich dort auch alle „Entdeckungen“ des Systems.

## Entdeckungen und wissenschaftliche Ergebnisse

### Exoplaneten
Insgesamt wurden ab dem Jahre 2007 mehr als 35 Exoplaneten entdeckt.
Im April/Mai 2007 entdeckte COROT seinen ersten Exoplaneten. Es handelt sich dabei um einen Gasriesen mit dem Namen CoRoT-1 b. Er hat die 1,3-fache Masse des Jupiter und liegt rund 1500 Lichtjahre von der Erde entfernt.
Am 20. Dezember 2007 wurde die Entdeckung eines weiteren Exoplaneten bekanntgegeben. Das Objekt von 3,5-facher Jupitermasse mit der Bezeichnung CoRoT-2 b begleitet einen Stern der Spektralklasse K0V im Sternbild Schlange. Stern und Exoplanet sind in etwa 800 Lichtjahre von der Erde entfernt.
Im Jahr 2008 wurde auch CoRoT-3 b entdeckt, bei dem es sich – auf Grund seiner relativ hohen Mindestmasse von etwa 22 Jupitermassen – vermutlich um einen Braunen Zwerg handelt.
Die nächsten drei entdeckten Exoplaneten sind von der gleichen Größenordnung wie die Gasriesen im Sonnensystem. 2008 wurden CoRoT-4 b und CoRoT-5 b entdeckt. CoRoT-5 b ist etwas größer als Jupiter, aber mit etwa 0,7 Jupitermassen etwas leichter. Die Umlaufzeit von CoRoT 4 b liegt bei 9,2 Tagen, die Umlaufzeit von CoRoT-5 b bei recht genau 4 Tagen. CoRoT-6 b wurde 2009 entdeckt. Er ist mit 1,15 Jupiterradien nur wenig größer als Jupiter, hat aber 3,3 Jupitermassen. Die Umlaufzeit beträgt knapp 9 Tage.
Am 3. Februar 2009 wurde die Entdeckung eines weiteren Planeten, mit der Bezeichnung CoRoT-7 b, bekannt gegeben. Der erdähnliche Planet ist etwa 4,8 mal massereicher als die Erde und hat einen Radius von etwa 1,75 Erdradien. Da somit die Dichte etwas über der der Erde liegt, gibt es starke Hinweise dafür, dass CoRoT-7 b ein erdähnlicher Planet möglicherweise felsigen Aufbaus ist (Gesteinsplanet). CoRoT-7 hat eine extrem hohe Umlaufgeschwindigkeit von mehr als 700.000 km/h und umkreist seinen Zentralstern damit in nur 11 Stunden. Mit nur 4,8 Erdmassen ist er der kleinste bislang entdeckte Exoplanet.
Am 16. September 2009 wurde bekannt gegeben, dass CoRoT-7 b einen Geschwisterplaneten hat: CoRoT-7 c. Auch der neue Exoplanet ist vermutlich ein Gesteinsplanet. Er hat acht Erdmassen, eine Umlaufgeschwindigkeit von 3 Tagen und 17 Stunden und umkreist sein Zentralgestirn in einem etwas größeren Abstand als CoRoT-7 b. Untypisch für die CoRoT-Mission wurde CoRoT-7 c über seine Gravitationswirkung auf den Zentralstern gefunden. Zum ersten Mal sind damit mit CoRoT-7 b und c zwei erdähnliche Gesteinsplaneten in einem außerirdischen Sternensystem eindeutig nachgewiesen worden.
Am 14. Juni 2010 wurde die Entdeckung von sechs weiteren Exoplaneten bestätigt. Der erste ist CoRoT-8 b. Die Masse wird mit ca. 70 % der Masse des Saturn angegeben und ist damit einer der kleineren unter den Exoplaneten, die bis dato mittels der Transitmethode gefunden wurden. Die Entdecker vermuten, dass es sich wie bei Uranus oder Neptun um einen sehr kalten Gasriesen handelt.
Bereits am 17. März 2010 hatten CNES und ihre Partner die Entdeckung von CoRoT-9 b bekannt gegeben. Corot-9b umkreist seinen Zentralstern mit einer Periode von gut 95 Tagen. Die Umlaufbahn ist mit einer größten Annäherung auf 54 Millionen km die bislang größte Umlaufbahn für einen nach der Transitmethode gefundenen Exoplaneten. Die Temperaturen liegen bei vermutlich −23 °C bis +157 °C. Sein Durchmesser ist mit dem Jupiters vergleichbar. Corot-9b hat aber nur 84 % der Masse des Jupiter. Die ESA spekuliert, dass auf einem Mond dieses Exoplaneten flüssiges Wasser existieren könnte.
Die Entdeckung der folgenden fünf Exoplaneten wurde am 14. Juni 2010 bekannt gegeben. CoRoT-10 b3 ist ein Riesenplanet mit einem stark exzentrischen Orbit. Durch den teilweise nur sehr geringen Abstand zum Mutterstern kann sich die Oberflächentemperatur innerhalb von wenigen Tagen von 250 auf 600 °C erhöhen. Die Orbitalperiode beträgt 13 Tage. Das Bemerkenswerteste an CoRoT-11 b ist, dass die Entdeckung überhaupt gelungen ist. Der Mutterstern rotiert nämlich mit 40 Stunden sehr schnell um seine eigene Achse. Die Sonne braucht dafür 26 Tage. Eine schnelle Rotation macht die Entdeckung schwierig.
CoRoT-12 b, CoRoT-13 b und CoRoT14 b sind Riesenplaneten, die ihren Mutterstern jeweils in geringem Abstand umkreisen. Corot-12 b hat den 16-fachen Umfang des Jupiters und ist wegen des engen Abstandes sehr heiß und aufgebläht (bloated hot Jupiter). CoRoT-13 b ist hingegen kleiner als Jupiter, aber doppelt so dicht. Möglicherweise hat er einen Felskern. CoRoT-14 b ist erst der zweite Exoplanet überhaupt, der gleichzeitig sehr heiß und sehr massereich ist. Seine Größe entspricht in etwa der Größe Jupiters. Er hat aber die 7,5-fache Masse.
CoRoT-15 b ist schließlich ein sehr dichter Brauner Zwerg, d. h. ein Objekt, das zwischen einem Stern und einem Planeten steht. Er ist nur wenig größer als Jupiter, aber ca. 60-mal massereicher.

### Asteroseismologie
2008 entdeckte COROT drei weit entfernte Sterne, die unserer Sonne physikalisch überraschend ähnlich sind. In allen drei Sternen wurden periodische Schwankungen der Helligkeit gefunden, wie sie für Sonnen-ähnliche Sterne typisch sind. Derartige Schwankungen waren nie zuvor mit der von Corot erreichten Präzision dokumentiert worden. Aus den Schwankungen konnte auf die Schwingungszustände der Sternenkörper geschlossen werden. Auch zeigten alle drei Sterne die sonnentypische Granulation der Sternenoberfläche. Diese entsteht durch Muster im konvektiven Aufsteigen besonders heißen Plasmas aus tieferen Schichten des Sterns an dessen Oberfläche.

## Operation im Orbit
- 8. März 2009: Permanenter Ausfall der Nachrichtenübertragung von den CCDs A1 und E1 (erste photogrammetrische Kette), Probleme mit der Satellitensoftware.
- 7. April 2009: Neuausrichtung von Corot auf das Sternenfeld LRc03 im Sternbild Schlange, das für die Suche nach Exoplaneten besonders geeignet ist. Wiederaufnahme der wissenschaftlichen Datenerhebung – allerdings nur mit den ungestörten CCDs A2 und E2 (zweite photogrammetrische Kette).
- 23. Oktober 2009: Die CNES beschließt zusammen mit ihren nationalen und internationalen Partnern, die aktive Mission von COROT um drei Jahre bis zum 31. März 2013 zu verlängern.[7]
- 2. November 2012: Durch einen Computerausfall können keine weitere Daten mehr aufgenommen werden. Noch ist unklar, ob der Defekt behoben werden kann.[21]
- 20. Juni 2013: Mission beendet.[3]
- 23. Dezember 2013: Absenken des Orbits. Dieses für den Januar 2014 vorgesehene Bahnmanöver wurde vorgezogen, weil eine Kollision mit einer Raketenstufe drohte.[10]
- 17. Juni 2014: Letzte Funkverbindung mit COROT. Satellit wurde abgeschaltet.[4]